# 弗利特街
弗利特街（英語：Fleet Street），是英國倫敦市內一條著名的街道，以鄰近弗利特河而得名。弗利特街向西穿越倫敦市的邊界後就變成河岸街；往東，通過路德門圓環後變成路德門山。由于地名“弗利特”與普通名詞“fleet”（“船队”、“舰队”）同形但原意有別，因此弗利特街亦译艦隊街。
一直到1980年代弗利特街都是傳統上英國媒體的總部。今日弗利特街依舊是英國媒體的代名詞，即使最後一家英國主要媒體路透社的辦公室也在2005年搬離弗利特街。

## 得名
弗利特街由跨越弗利特河而得名。弗利特河是泰晤士河的重要支流之一，流经伦敦城的西侧，今天伦敦市中心的中心，从古代到中世纪一直是伦敦最重要的河道之一。但工业革命以后，由于污染，弗利特河被加盖，成为市内暗河，但在市中心各处仍能听到暗河的水流。弗利特河在黑衣修士桥北桥墩下汇入泰晤士河。后来命名为弗利特街的道路原来是从伦敦城的主要城门之一，勒德门，出城门后最直接的过弗利特河的地方，因此从河名得名。
弗利特河的得名，则来自古英语（盎格鲁-萨克逊语）中的flēot，原意为“潮汐河口”。弗利特街之名和作为“舰队”之意的“fleet”為同源的同形異義詞，所以弗利特街常译為“舰队街”，但此译法并不准确反映街名的原義。

## 歷史

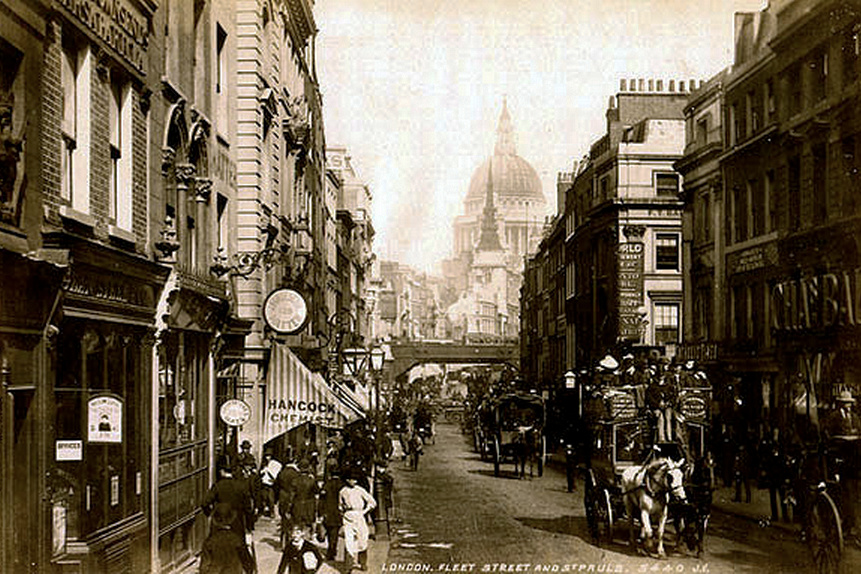
1890年的艦隊街。

弗利特街的出版活動大約起始於1500年，威廉·卡克斯頓（William Caxton）的學徒沃德（Wynkyn de Worde）在靠近鞋巷的地方開設了一間印刷店。大約同時期，理查·平森（Richard Pynson）在聖鄧斯坦教堂（St Dunstan's church）旁創立了自己的出版和印刷事業，其後越來越多人跟進，當中大部份都是為司法行業和附近的四所法律學院提供服務。1702年5月，英国第一份日報：每日新聞（Daily Courant）在弗利特街白新旅館上方的辦公室發行。
弗利特街起始於倫敦市，一路通往西敏市。這條街的長度紀錄了這個城市在公元14世紀時的擴張。舊時的弗利特街東端是弗利特河，沿著河傍上豎立著倫敦中世紀的古城牆；另一邊西端則座落著聖殿閂，標示著城市的邊界，聖殿閂在聖殿騎士團的土地和財產被取得後擴張至極限。
弗利特街西端的南面是由一片緊鄰的建築群組成的圣殿区。圣殿区曾經是聖殿騎士團的財產，其核心是圣殿教堂。今日的圣殿區主要為內殿律師學院和中殿律師學院，所以圣殿區遍佈著大律師事務所，而四周則更環繞著諸多事務律師事務所。

## 現況

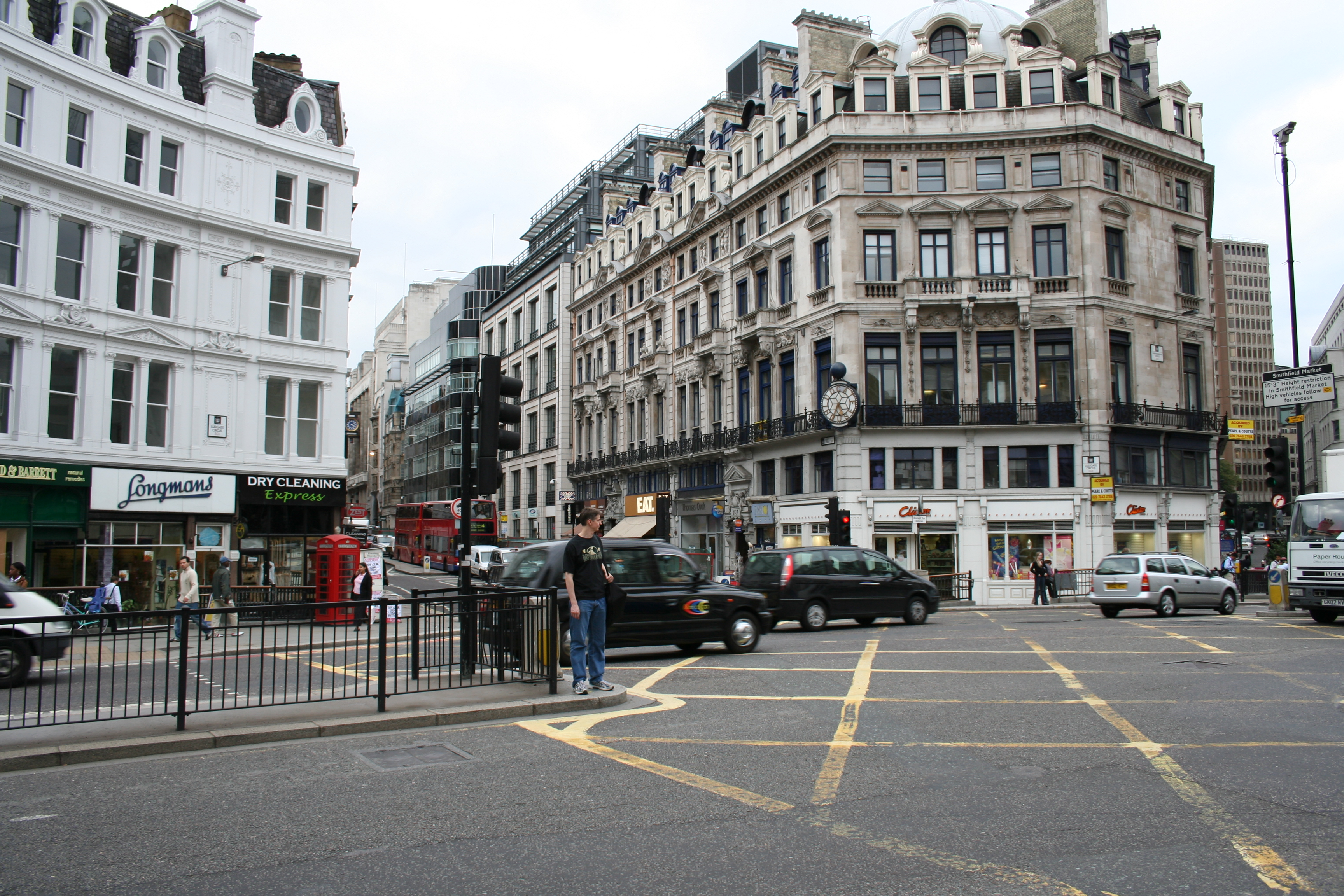
路德門圓環。

現在的弗利特街和司法界更為相關，街上以及附近更多的是法院和律師事務所，幾乎所有曾經駐在弗利特街或附近的報社都已搬遷至沃平（Wapping）和金絲雀碼頭。以前的每日電訊報辦公室，現在是投資銀行高盛的倫敦總部。

## 文化
「弗利特街」一詞也用以指稱報業遷出前於此工作的記者，同時也是保羅·卡蘭（Paul Callan）和博恩·維內（Brian Vine）等這類擁有嗜酒、學院傳統特性的人的代稱。流言總是在諸如葡萄酒（El Vino）這類旅店裡飲酒午餐時交換。人們對飲酒晚餐也同樣熟悉，編輯們總是會在薩伏伊飯店（Savoy Hotel）晚餐，然後在晚上10點回到報社觀看報紙第一刷的印製。這些報紙接下來會經由公路送往火車站，以趕上在夜間派送信件至英國偏遠角落的快車。
弗利特街內有一個別具意義的神話在成長，主角是記者的內幕報導和虛構的開銷帳目。內幕消息長久以來都是大家關心的焦點，但是由於英國嚴格的誹謗法，這些報導很少會面世。幾乎沒有小說提及這些誇張的文字是如何撰寫出來的，事實上這些「比科幻小說更離奇」的內容是低層編輯在工作台後不屈不饒努力的成果。根據新聞工作者間的傳說，弗利特街的核心不是編輯，而是日記作家和八卦專欄作家，這些人的文章通常能夠登上頭版。已故的黛安娜王妃的事績就是日記文章轉變成新聞，甚至是特色新聞的例子。
關於弗利特街的小說或大眾文化：

### 小說
- A. N. Wilson的《吾名為眾》（2004年）、和《醜聞》Scandal（1983年）：講述小報如何創造一個政治醜聞。
- Amanda Craig的《惡性循環》A Vicious Circle（1996年）：關於一位虛構的英國報業大亨和世界的出版業。
- Michael Frayn的Towards the End of the Morning（1967年）：一位1960年代失敗的報紙記者的故事。
- Evelyn Waugh的Scoop（1938年）
- 查爾斯·狄更斯的《雙城記》（1859年）：故事中Tellson's銀行位在弗利特街。

### 文章
- A. N. WilsonLondon: A Short History（2004年）
- Fritz Spiegl的Keep Taking the Tabloids. What the Papers Say and How They Say It（1983年）
- Alan Watkins的A Short Walk Down Fleet Street

### 音樂
- 彼得‧湯遜（Pete Townshend）的Street in the City

### 戲劇和電影
- 電影《末代浩劫》（2006年）開場的背景是弗利特街：一間咖啡店在主角出門後受到恐怖攻擊而爆炸。
- Michael Wall的戲劇Amongst Barbarians（1989年）：一對英國白人夫妻為了幫助他們的兒子，接受了小報的錢。
- Howard Brenton和David Hare的戲劇Pravda（1985年）：描述一個類似魯柏·梅鐸的角色。
- 電影《地球著火的那天》（1961年）：劇中許多即將的發生災難是以每日快報（Daily Express）在弗利特街的辦公室中一位職員的觀點呈現。
- John Davidson的戲劇Fleet Street Eclogues（1893年）和A Second Series of Fleet Street Eclogues（1896年）
- 史提芬·桑坦（Stephen Sondheim）和休惠勒（Hugh Wheeler）的音樂劇《理髮師陶德》（Sweeney Todd, the Demon Barber of Fleet Street）：弗利特街是故事的發生地點，故事的內容是虛構，儘管可能是以真實事件改編。

## 記者
弗利特街報紙的內容取決於報社的擁有者、編輯、記者和專欄作家。其中不少報社老闆聲名狼籍，著名的例子包括Lord Beaverbrook和騙子罗伯特·麦克斯韦，這些人利用旗下的報紙支持自己的政治議題，直到今日仍有部份報社所有人以此將報紙作為政治上的工具。但是一般說來，現在報業的運作方式比較接近商業公司，希望銷售報紙能夠獲得利潤，或至少能夠讓損失在掌控之下。

## 社論政策
传统的“弗利特街”的媒体都有清晰的政治倾向。例如：衛報的讀者會發現它對社會主義的贊同、每日電訊報對保守政策的支持，右傾的報紙包括每日郵報和最近的每日快報，反之獨立報則被認為遵守政治正確路線。每日鏡報與商業工會在同一陣線，支持工人階級。泰晤士報近年的立場是中間偏左，一般而言支持新工黨，令人驚訝的是金融時報也持相同立場。週日版本的報紙一般遵循其姊妹日報的社論政策。

## 伸延閱讀
- Farewell, Fleet Street （页面存档备份，存于）. Bill Hagerty, BBC News Online. 2005年1月14日.
- Fleet Street's finest （页面存档备份，存于）. Christopher Hitchens, The Guardian Review. 2005年12月3日.
- Drinking in the Street. （页面存档备份，存于） SilkTork, RateBeer （页面存档备份，存于） Article. 2006年1月19日.